# コンゴウインコ
コンゴウインコ (金剛鸚哥, Macaw) は、ヨウム科の多くの属のうち以下の6属に分類される大型の色鮮やかな新世界（南北アメリカ大陸）産のインコの総称である：Ara属、Anodorhynchus属、Cyanopsitta属、Propyrrhura属、Orthopsittaca属および Diopsittaca属。
ヨウム科の中では体長および翼長が最大の鳥である。ただし体重は飛べないインコであるフクロウオウム (Kakapo) のほうが重い。
インコは対趾足で、おのおのの脚に4本の趾（あしゆび）を持ちキツツキのように、二本が前、二本が後ろを向いている。その野生の生息地は樹林帯、とくにメキシコや中央、南アメリカの熱帯雨林である。スペイン語ではguacamayos（グァカマヨス）、ポルトガル語では araras（アララス）と呼ばれている。

## 分類学上の種名
- Anodorhynchus
  - Anodorhynchus glaucus : Glaucous Macaw、ウミアオコンゴウインコ
  - Anodorhynchus hyacinthinus : Hyacinth Macaw、スミレコンゴウインコ
  - Anodorhynchus leari : Indigo Macaw or Lear's Macaw、コスミレコンゴウインコ
- Cyanopsitta
  - Cyanopsitta spixii : Little Blue Macaw or Spix's Macaw、アオコンゴウインコ
- Ara
  - Ara ararauna : Blue-and-yellow Macaw、ルリコンゴウインコ
  - Ara glaucogularis : Blue-throated Macaw、アオキコンゴウインコ
  - Ara militaris : Military Macaw、ミドリコンゴウインコ
  - Ara ambiguus : Buffon's Macaw or Great Green Macaw、ヒワコンゴウインコ
  - Ara macao : Scarlet Macaw or Aracanga、コンゴウインコ
  - Ara chloroptera : Green-Winged Macaw or  Red-and-green Macaw、ベニコンゴウインコ
  - Ara rubrogenys : Red-fronted Macaw、アカミミコンゴウインコ
  - Ara severa : Chestnut-fronted Macaw or Severe Macaw、ヒメコンゴウインコ
  - Ara atwoodi : Dominican Green-and-yellow Macaw、ハイチコンゴウインコ （絶滅種）
  - Ara erythrocephala : Jamaican Green-and-yellow Macaw、アカズキコンゴウインコ （絶滅種）
  - Ara gossei : Jamaican Red Macaw、ゴッスミイロコンゴウインコ （絶滅種）
  - Ara guadeloupensis : Lesser Antillean Macaw、グァダループコンゴウインコ （絶滅種）
  - Ara tricolor : Cuban Red Macaw、ミイロコンゴウインコ （絶滅種）
  - Ara autocthones : Saint Croix Macaw、セントクロコンゴウインコ[1] （絶滅種）
- Orthopsittaca
  - Orthopsittaca manilata : Red-bellied Macaw、ズグロヒメコンゴウインコ
- Propyrrhura
  - Propyrrhura couloni : Blue-headed Macaw、ヤマヒメコンゴウインコ
  - Propyrrhura maracana : Illiger's Macaw or Blue-winged Macaw、アカビタイヒメコンゴウインコ
  - Propyrrhura auricollis : Golden-collared Macaw、キエリヒメコンゴウインコ
- Diopsittaca
  - Diopsittaca nobilis : Hahn's Macaw or Red-shouldered Macaw、コミドリコンゴウインコ

## 絶滅に瀕するコンゴウインコ
現在、大多数のコンゴウインコが野生では絶滅に瀕している。五つの種はすでに絶滅しており、アオコンゴウインコ（英名：Spix's Macaw、学名：Cyanopsitta spixii）はすでに野生では絶滅していると考えられている。またウミアオコンゴウインコ（英名：Glaucous Macaw、学名：Anodorhynchus glaucus）もおそらく絶滅しており、20世紀に二件の信頼できる目撃の記録があるだけである。コンゴウインコの個体数を脅かしているもっとも大きな問題は、急激な森林破壊とペット取引のための不法な捕獲である。

## 飼育下のコンゴウインコ
コンゴウインコはナッツや果実を齧ったり噛み砕いたりして食べる。コンゴウインコは知性が高く、さらに好奇心が高いため、そのことから常にいろんな刺激を受けていることを必要とする。

### ヒトとの結びつき
コンゴウインコは 100年以上生きるといわれてきたが、おそらく平均50年というほうがむしろ正しいであろう。大型のコンゴウインコでは65年に達するものもあるかも知れない。彼らは一夫一妻で生涯つれ添う。飼育下ではつがいを組んでいないコンゴウインコが第一になつくのはたった一人の人物、つまり飼い主である。ペットのコンゴウインコは飼い主と常に交流していることを生きがいにしており、これが欠けると精神的、肉体的な障害につながることがある。
このほかにこれほど緊密でない結びつきもありえるし、たいていのコンゴウインコは攻撃的な行動にさらされなければほとんどのヒトを信頼するので、馴れ親しんだ人物が一緒にいるならば見知らぬ人物によって扱われることすら可能である。
飼育下のコンゴウインコは時に問題行動を起こすことがあるが、もっとも起こりがちなことは噛み付くこと、叫ぶこと、そして毛引きである。毛引きは野生の状態ではふつうおきることはなく、このことは毛引きが飼育下の生活に起因する神経症の結果であることを強く示唆している。
ほとんどのペットのコンゴウインコは、たった二世代か三世代前の先祖が野生の生き物であったし、またどんな妥当な定義に照らしても真に家畜化されてはいない（このことは、たとえばイヌなどとはずいぶん違っている。イヌの家畜化は遥か40,000年前にまでさかのぼるとする推測もある）。
すべての種類のコンゴウインコは非常にパワフルで大きな嘴をしており、子供にであれ大人にであれ無視できない傷害を与えうる能力がある。その声は長い距離を通して伝わるように作られており、そのため彼らはきわめてやかましくなりがちである。これらの理由によりコンゴウインコは一般家庭で飼うことが非常に困難なペットとなっている。コンゴウインコの知的レベルと、人々が人馴れしたペットに普段使っているような刺激に対するその否定的な反応からさらに厄介な問題が生ずる。
コンゴウインコの国際取引はワシントン条約（CITES, 絶滅のおそれのある野生動植物の種の国際取引に関する条約）のもとで違法とされている。ペットとして売買されるものは飼育下で繁殖させられた個体でなくてはならない。

### ハイブリッド
近年コンゴウインコのハイブリッドをペット取引のために作ることが一般的な傾向になってきている。ハイブリッドは標準的なコンゴウインコで、本来の種との違いはその起源と色合いだけである。傾向としてハイブリッドは両親の中間的な特性を持つが、外見は父親の遺伝子の影響をより強く受けるようである。気性や行動に関していえば彼らは両親の最良の部分を受け継ぐようであるが、これは両親がともに攻撃的な性格でなければの話である。一般的なハイブリッドとしては、ハルクイン（Harlequin：ルリコンゴウインコ x ベニコンゴウインコ）やカタリナ（Catalina：ルリコンゴウインコ x コンゴウインコ、オーストラリアではレインボウとも） などがある。野生におけるコンゴウインコの多くの種が絶滅に瀕しているので、種の維持を確実にするために飼育されているコンゴウインコの純粋な繁殖ストックを維持する必要がある。ハイブリッドを作るということは、入手できる遺伝子プールを薄めてしまうことによって種の絶滅を加速するということに他ならない。

### 奇妙な食餌
コンゴウインコは彼らが食べた有毒な種子の解毒剤として、粘土を食べることで知られている。科学者たちは粘土に含まれる化学物質が毒物と混合されることで鳥の消化器系を無害で通過できるようになることを発見した。

## Gallery

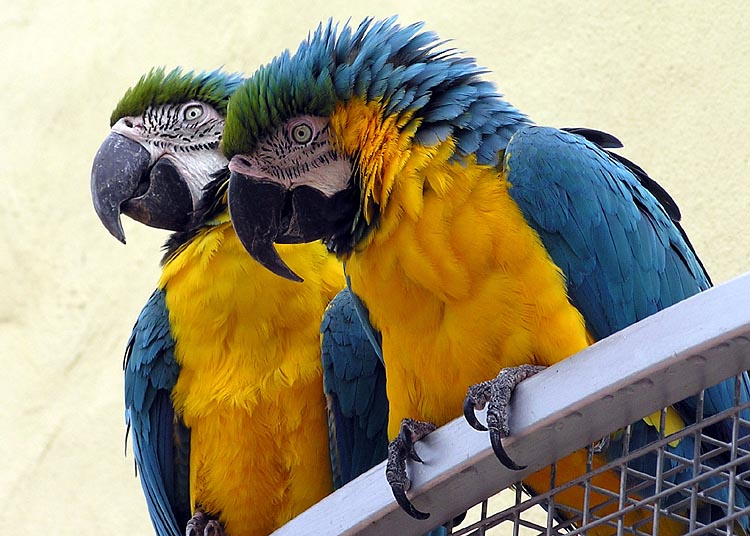
ルリコンゴウインコ (Ara ararauna)
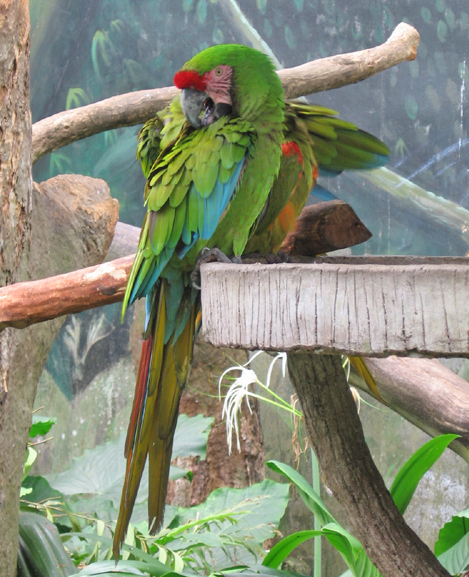
ミドリコンゴウインコ (Ara militaris)
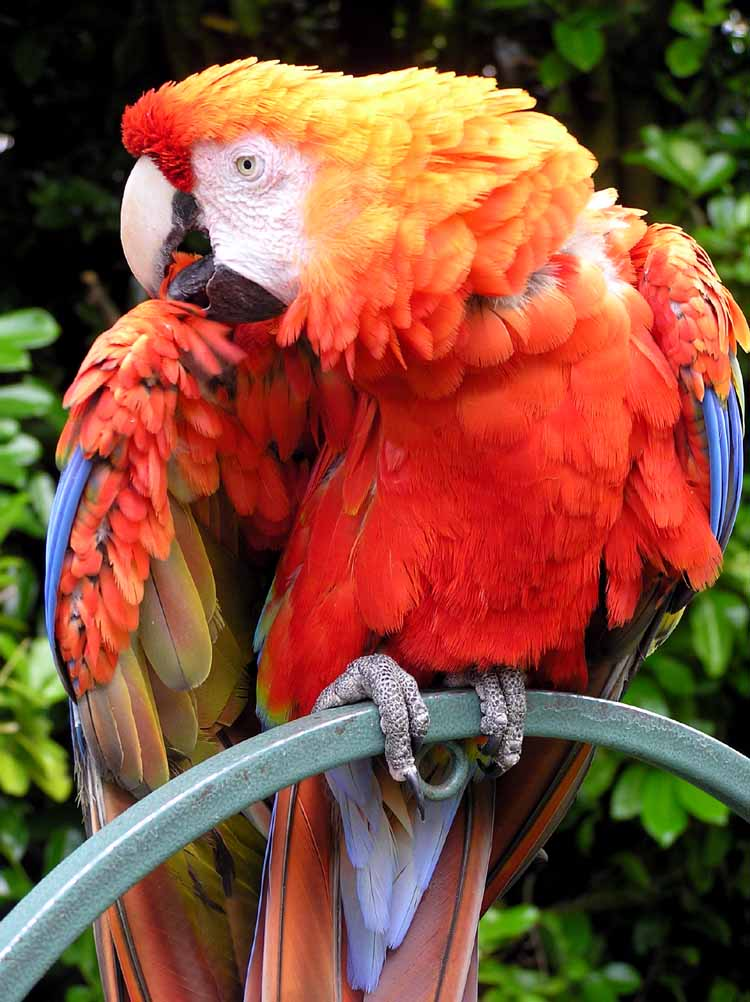
コンゴウインコ (Ara macao)
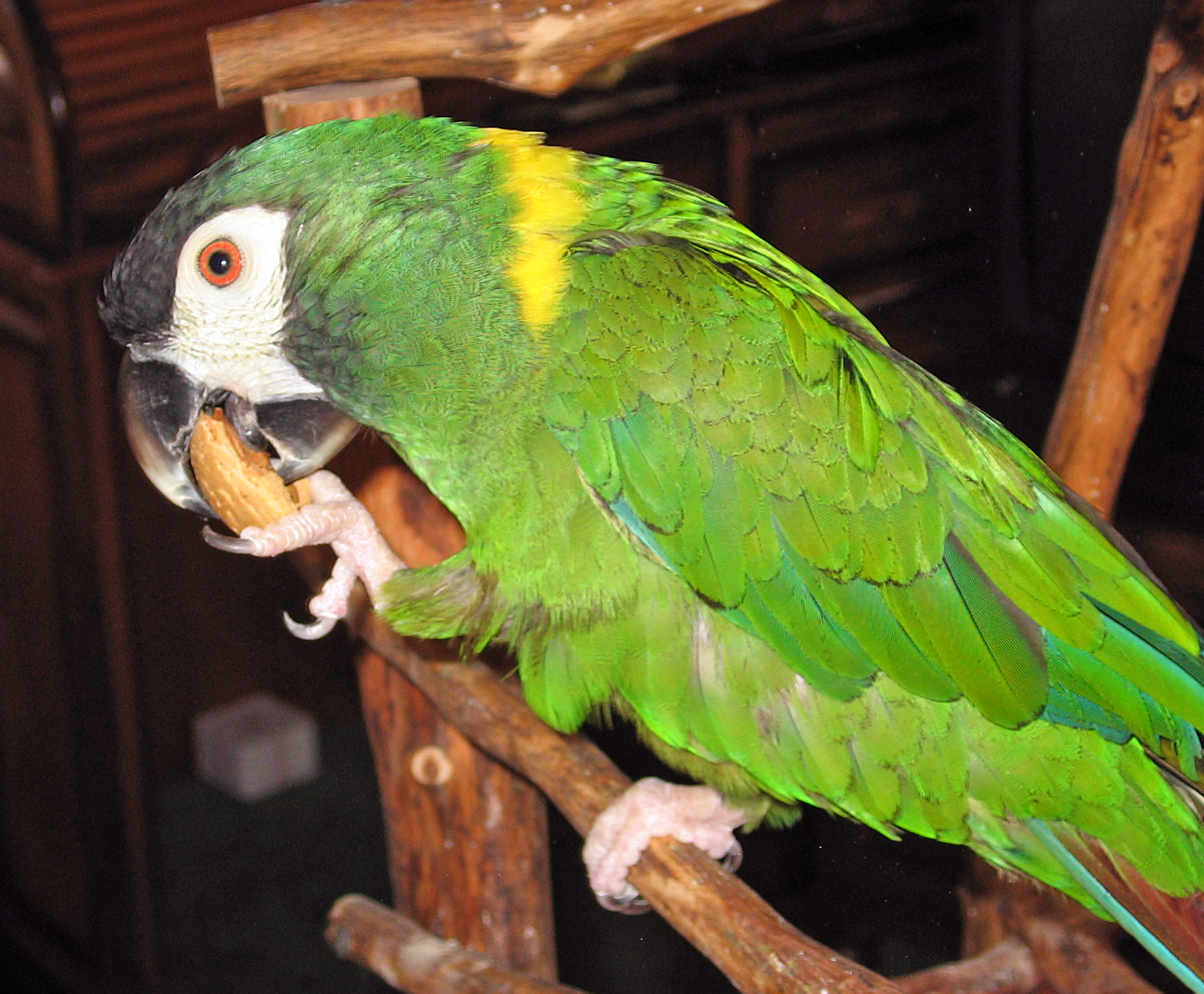
キエリヒメコンゴウインコ (Propyrrhura auricollis)
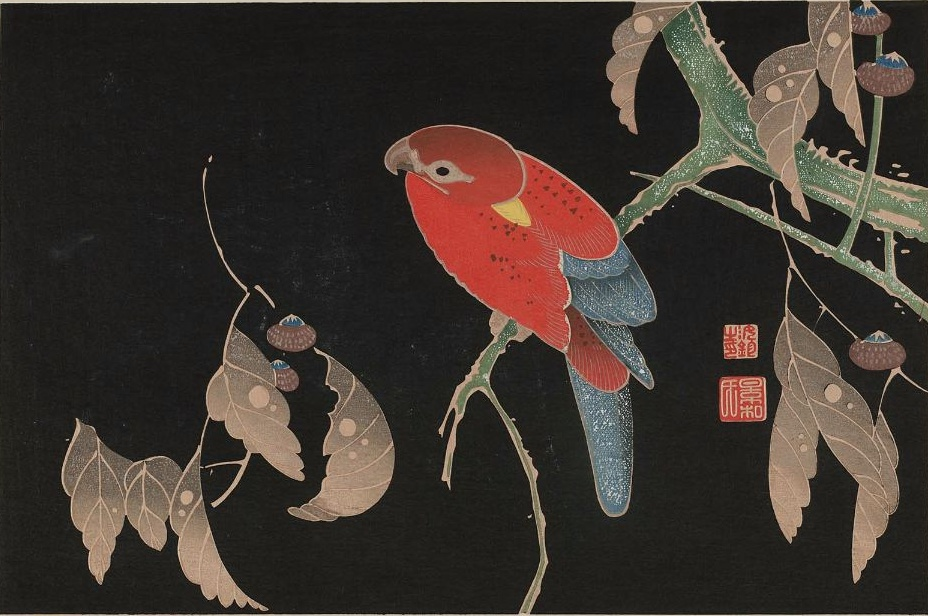
18世紀の日本で描かれたコンゴウインコ。伊藤若冲『櫟に鸚哥図』。

## 参照
1. ↑  Forshaw, Joseph Michael (1973, 1981). Parrots of the World
2. ↑  Macaws, Hybrid Names, and pages on individual hybrids

- ITIS 177653, 177659 as of 2002-07-15

Abramson, J., Speer, B. L., & Thomsen, J.B. 1999,  "The Large Macaws, Their Care and Breeding", Raintree Publications:CA